# Kołaki Kościelne
Kołaki Kościelne is een dorp in het Poolse woiwodschap Podlachië, in het district Zambrowski. De plaats maakt deel uit van de gemeente Kołaki Kościelne.

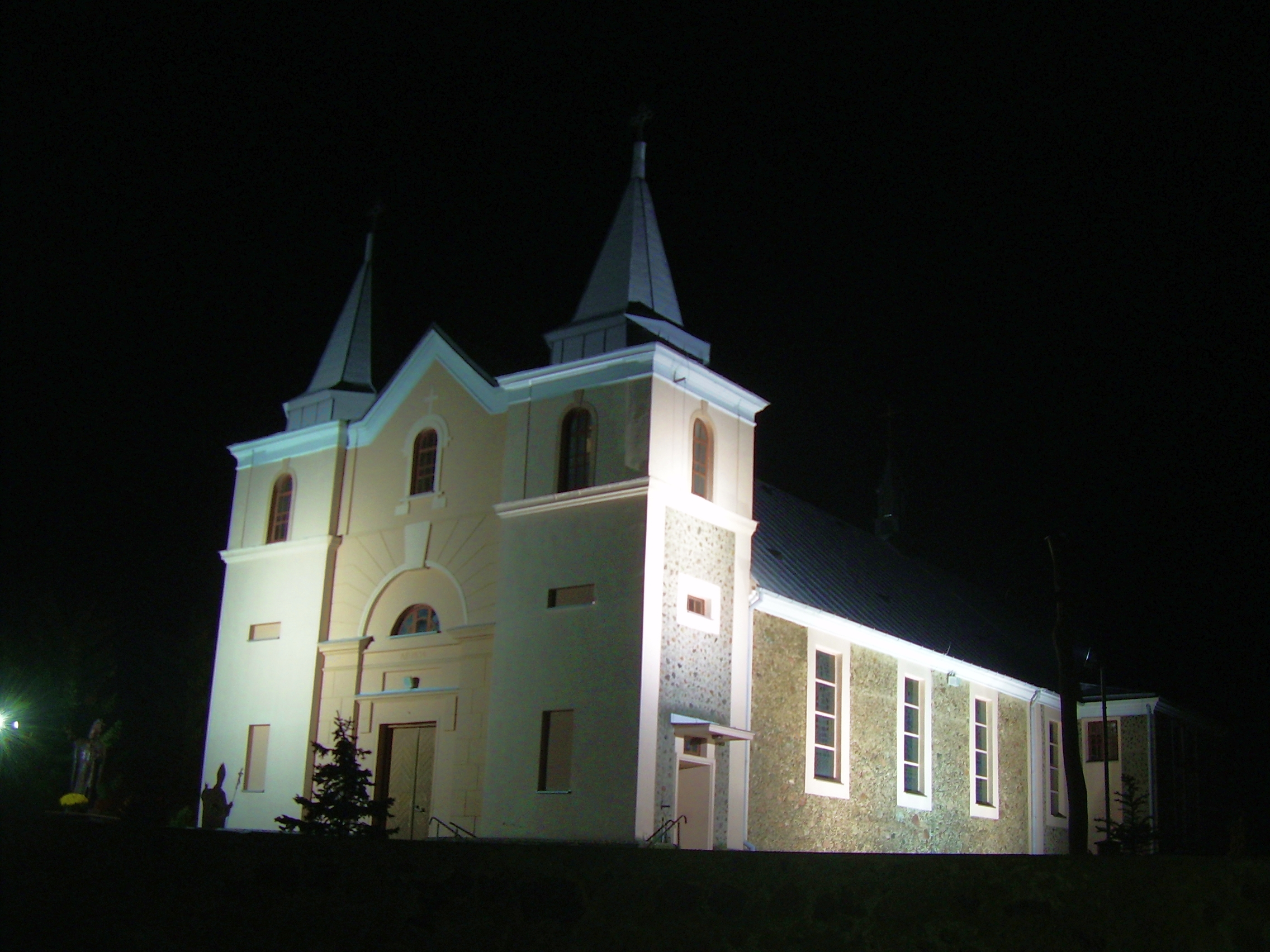
Kerk van Kołaki Kościelne